# Локджо
Локджо (англ. Lockjaw) — персонаж, бульдог, появляющийся в комиксах издательства Marvel Comics. При физическом облике гигантский бульдог Локджо — собака Нелюдь со способностью телепортации (а также другими способностями) и служит королевской семье Нелюдей в качестве перемещения и как лояльный защитник.

## История публикации
Локджо впервые появился в комиксе Fantastic Four #45 (декабрь 1965) и был создан Стэном Ли и Джеком Кирби.

## Биография
Локджо родился на острове Аттилан, ранее в Атлантическом океане. Локджо похож на гигантского бульдога и служит в качестве телепортатора Нелюдей и сопроводителем Королевской семьи Нелюдей. Много раз он переносил Нелюдей на Землю и обратно. Время от времени его силы манипулировали злыми силами, чаще всего Максимусом Безумным.
Локджо и Королевская семья столкнулись с созданием Максимуса, Триконом и были изгнаны из Великого Убежища Аттилана в изгнание.
Локджо впервые появился как член Нелюдей, когда они попытались вернуть Медузу из внешнего мира и отвести её обратно в Аттилан. Это привело их к конфликту с Фантастической четвёркой, первыми людьми, которых они встретили, которые укрывали Медузу после спасения ее от Ужасающей четвёрки. Соответственно, Локджо косвенно несет ответственность за выявление существования Аттилана во внешнем мире. Они вернулись в Аттилан и оказались в ловушке барьера «отрицательной зоны» Максимуса вокруг Великого Убежища.
Локджо способен бежать и отделяться от своего города. Некоторое время он бродит по стране, случайно терроризируя местных жителей, пока не встретится с Джонни Штормом и Уиаттом Уингфутом. Он путешествовал с парой в попытке нарушить барьер «отрицательной зоны». Вскоре Нелюди были освобождены от барьера «отрицательной зоны», а Локджо перенес Кристалл в Нью-Йорк и привел Тритона из Аттилана, чтобы спасти Мистера Фантастика. Затем Локджо был вынужден вернуть Кристалл в Аттилан Максимусом.
Вместе с Кристалл Локджо был захвачен Дьябло. Позднее они спасли Ртуть, который был ранен. Вскоре Локджо присутствовал на свадьбе Ртути и Кристалл. Он также привёл Фантастическую четвёрку в Аттилан, чтобы сразиться с Тракстоном.
В какой-то момент Ртуть и Существо стали свидетелями того, что, казалось бы, Локджо по-видимому, разумное существо однажды мутировавшее Туманом Терригена, разговаривает с ними. Это убеждает Ртуть не выставлять свою дочь Луну в Туман. Тем не менее, Локджо позже привел Ртуть в Вашингтон, штат Вашингтон, в поисках Фактора Икс, и Ртуть там заявил, что разговор Локджо было фактически обманом, совершенным над Существом Карнаком и Горгоном.
Локджо привел других Нелюдей на Землю в поисках Медузы, когда она сбежала из Аттилана, чтобы избежать принудительного аборта. Он также перенес травмированного Тритона обратно в Аттилан. С Кристаллом он позже вызвал Мстителей, чтобы помочь сразиться с Тханом Эктором и Брезреном. Вместе со Мстителями он сражался с Брезнером.
Как отмечено в комиксе Ka-Zar #12, Локджо также путешествует по Вселенной Героев Реборна со своей семьей Нелюдей. Этот визит длится около года; Все успешно возвращаются.
Будучи всегда особенно любя Бена Гримма, Локджо выбирает остаться с ним. Бен с любовью его принял, сказав что он «всегда хотел собаку». Неизвестно, почему Локджо не сопровождал Бена Гримма, когда он почувствовал необходимость отступить во Францию во время Гражданской войны.
Локджо показан в 2006 году, ограниченной серии «Son of M». Большинство мутантов на Земле оказались бессильными, Ртуть решает украсть мутагенный Туман Терригена Нелюдей и переизбрать желающих мутантов. Локджо убежден помочь ему в миссии. Путешествуя с дочкой Ртути Луной они пересекают Землю, направляясь в такие места как Геноша. Другие Нелюди их преследуют.
Позже Локждо воссоединяется с Чёрным Громом, Медузой и другими Нелюдями, чтобы помочь забастовке Нелюдей в борьбе со спутанным Часовым.
Локджо помогает своей семье следить за Чёрным Громом, который был захвачен Скруллами. Используя технологии, полученные от их союзников, способности Крии, Локджо растет, что позволяет ему телепортироваться намного дальше.

### Новые союзники
2009 году Локджо получил четырехсерийную мини-серию под названием Lockjaw and the Pet Avengers, объединившись с Локхидом, Редвингом, Мисис Львицей (щенок Тёти Мэй из мультфильма «Человек-паук и его удивительные друзья»), Забу, Нильсом Кошкой Спидбола И новой лягушкой по имени Трог. Эта серия включает в себя Локджо, приносящего Перчатку Бесконечности вместе с помощниками союзников животных. Серия была хорошо принята, что было еще две мини-серии со Зверьми Мстителями.
Локджо снова присоединяется к своей семье Нелюдей из-за конфликта, которые в конечном итоге привел к тому, что они захватили империю Крии. Это приводит к кажущейся потере Чёрного Грома, несмотря на все усилия Кристалл и Локджо. Этот конфликт также ведет к опустошению Ши’арской империи. Поскольку его семья определяет, кто будет править, Локхид, как видно, тесно взаимодействует с Луной и помогает в усилиях по восстановлению Ши’ара. Локджо снова становится вовлеченным в сборку Перчатки Бесконечности вместе, когда драгоценный камень Души потерян и позже был найден. Локджо также был отправлен Медузой, чтобы следить за недавним Нелюдем Мисс Марвел (Камала Хан) и помогает ей в её битве против гибридного клона попугая/человека Томаса Эдисона, известного как Изобретатель.
Во время сюжетной линии «Inhumans vs. X-Men» Локджо вздремнул, когда его выбил Фантомекс.

## Силы и способности
Локджо обладает «супер-собачьими» силами челюсти, возраста и размера. Когда-то он запер в челюсти руку Существа и Существо не мог заставить его отпустить. Локджо также может телепортировать себя и близлежащих живых существ и материи в любое место куда он хочет, от Земли до Луны, и может даже открывать проходы между измерениями. Энергетические барьеры, которые кажутся непроницаемыми для других, как представляется, не представляют для него никаких проблем. Локджо также обладает способностью псионически прослеживать данный «запах» через временное пространство.
Локджо также однажды ощущал опасность издалека, когда Доктор Дум манипулировал способностями Серебряного Сёрфера.
Локджо способен жевать и глотать неорганический материал, такой как обломки сложных роботов без какого-либо вредного воздействия, но неизвестно, является ли это его основным источником питания.
В мини-серии Secret Invasion: Inhumans Королевская семья вступает в союз с Крии, чтобы освободить Чёрного Грома от своих похитителей Скруллов. С этой целью Крии значительно усилили возможности телепортации Локджо позволяя ему телепортировать себя и других на огромные межпланетные дистанции.

## Другие версии

### Earth X
В альтернативном будущем Земли Икс, Локджо был застрелен какой-то газовой пулей и убит Максимусом. Его телепортационная антенна на лбу по-видимому является единственной его частью, которая осталась жива. Она используется Чёрным Громом и другими Нелюдями для расследования событий на Земле.

### Marvel Knights 2099
Локджо является одним из немногих членов королевской семьи, что выжили в 2099 году; Максимус Безумный убил остальных. Нелюди утвердились на космической станции, которая также называется Аттилан.

### Marvel Zombies
Локджо появляется зомбированным вместе с Королевской семьей Нелюдей, создавая для них портал, чтобы встретиться с Кингпином. Позже он начал атаковать Человека-машину. Героические андроидные фокусы Локджо телепортируют его в основную Вселенную Marvel. Локджо обманывают, чтобы съесть взрывчатый человеческий мозг. Он разрушен во время взрыва. Еще один Локджо показан, когда вирус зомби распространяется на «Землю Z». Он тоже зомбирован и помогает убить «Варбондов». Он был захвачен Человеком-машиной, Альтроном и Джокастой.

### Ultimate Marvel
Локджо также появляется в Ultimate Fantastic Four Annual # 1. В этой версии у него есть способности телепортации. Он покидает Гималайское убежище Нелюдей с Кристалл, которая убегает, потому что её принуждают жениться на брате Чёрного Грома Максимусе (только Кристалл подозревает, что он сумасшедший). Локджо помогает спасти Кристалл от своих преследующих охранников, но в конце концов они все равно тащат ее обратно домой. Они оставляют его и он помогает Фантастической четверке. Это не очень хорошо воспринимается, поскольку большинство в обществе Нелюдей категорически не любят каких-либо аутсайдеров. Чёрный Гром заканчивает уничтожение эвакуированного Аттилана просто потому, что Четыре «заразили» его. Некоторые из Нелюдей указывают, что они сговорились, что Локджо останется в человеческом мире.

## Вне комиксов

### Телевидение
- Локджо появился в мультсериале 1978 года «Фантастическая четвёрка». В серии «Бластаар, человек-взрыв», он объединяется с Бластааром.
- Локджо появился в мультсериале 1994 года Фантастическая четвёрка. В серии «Безнадежно невозможное» он помогает Человеку-факелу получить Невозможного Человека Великому Убежищу и подальше от Супер-Скрулла.
- Локджо появляется в мультсериале Халк и агенты У.Д.А.Р. в серии «Нечеловеческая природа». В серии «Планета Монстров Часть 2», Локджо (наряду с Чёрным Громом и Горгоном) входят в число супергероев, которые помогают агентам У. Д.А. Р. и Мстителям сражаться с силами Высшей разведки.
- Локджо появляется в мультсериале Совершенный Человек-паук в серии «Бесчеловечность» Он входит в число Нелюдей, которые контролируются разумом Максимуса Безумного. В серии «Агент Паутина» он был с королевской семьей Нелюдей, когда они столкнулись с Человеком-пауком и Тритоном за пределами заброшенного города Нелюдей Атароге и был тем, кто дал Человеку-пауку и Тритону поездку обратно в Трискелион.
- Локджо появился в мультсериале «Стражи Галактики» в серии «Кристальное синее убеждение». Он приносит Стражей Галактики в Аттилан в то время, когда Нелюди заболели чумой, которая заставляет кристаллы расти на их телах. Локджо присутствовал, когда Максимус использовал технологию контроля над разумом Чёрного Грома. Когда Ронан Обвинитель похищает контрольный шлем Максимуса как часть своего плана уничтожения Аттилана, Локджо приказал контролируемому разуму Черного Грома взять его и Звездного лорда в пещеры Тумана Терригена под Аттиланом. На Звездном Лорде, используя Крипто Куб, Локджо был среди Нелюдей, излеченных от чумы. После того, как Медуза благодарит Стражей Галактики от имени Чёрного Грома, Звёздный Лорд застревает в своем Бейсболе. В серии «Нечеловеческое прикосновение» Локджо помогает Стражам Галактики, когда Максимус сбегает с тюрьмы. На протяжении всей серии Локджо пытается поиграть с Грутом только для того, чтобы Грут бросил палку, которую он выращивает, чтобы Локджо мог её забрать.
- Локджо появляется в мультфильме Мстители: Революция Альтрона в серии «Нелюди среди нас». Он появляется с Чёрным Громом, Медузой, Горгоном и Карнаком в то время, когда корабль Нелюдей, несущий Искателя и Альфа-Примитива врезается в горы около Клёнового водопада. Локджу пришлось взять Халка в лабораторию Нелюдей на Атиллане, чтобы получить кристалл Терригена для устройства, чтобы избавиться от Тумана Терригена. По прибытии Локджо вывихнул лапу, заставляя Халка нести его, уклоняясь от солдат Нелюдей, которые ошибочно приняли Халка за попытку нанести вред Локджо. Как только они находят Кристал Терригена, они телепортируются обратно в Клёновые водопады как раз вовремя, чтобы использовать устройство, следующее после инферно, вылупляющегося из его кокона Терригена. В серии "Нечеловеческое состояние" Локджо приносит Мстителей в Аттилан, чтобы помочь Чёрному Грому сразиться с Альтроном, который вторгся и захватил других Нелюдей. Во время боя Локджо попытался оторвать ногу Альтрона, но безрезультатно.
- Локджо появляется в сериале «Сверхлюди».[32] Он снова любимец Кристал и верный компаньон, хотя и он не очень умный. После оказания помощи Королевской семье в бегстве из Аттилана, когда Максимус начинает государственный переворот, Локджо усыплён Пульсусом и заключен в Тихую Комнату, а Кристал находится под домашним арестом. Благодаря уловке, которая помогла убежать от Максимуса, после телепортации Локджо был ранен проезжающим водителем  по имени Дейв. После чего Локждо был полностью вылечен, благодаря бывшей девушке Дейва - Одри. После этого Локджо воссоединяется с Кристалл, Черным Громом, Медузой и Карнаком  и возвращает их в Аттилан, чтобы остановить Максимуса, а затем, возвращает их на Землю, когда Аттилан начинает рушиться. Нелюди в лице Медузы произносят речь о том, как они находят новый дом на Земле.

### Видеоигры
- Локджо появляется как неиграбельный персонаж в видеоигре Marvel: Ultimate Alliance. Его долг состоял в том, чтобы отправлять героев в галактику Ши’ар и родной мир Скруллов, чтобы собрать орудия, необходимые для победы над Доктором Думом. Кроме того, хотя это не так, игра подразумевает, что мини-порталы, используемые в игре для промежуточной точки, для наземного транспорта, создаются Локджо, поскольку каждый раз, когда игрок пытается создать портал за пределами, когда это возможно, появляется сообщение: «Локджо не может создать портал в этой области». Это создает некоторую ошибку непрерывности, поскольку, когда игрок получает эту способность, это объясняется экспериментальным устройством телепортации, созданными Щ. И.Т.ом. У него также есть специальные «беседы» с Человеком-пауком, Дэдпулом и Существом.
- Локджо появляется в качестве играбельного персонажа в Lego Marvel Super Heroes 2.[33]
- Локджо может быть заметен, в начале каждого боя с участием Мисс Марвел в мобильной игре "Marvel: Strike Force"

### Нехудожественная литература
Дискуссия о чувстве Локджо обсуждается в нефигурной книге Питера Давида «Написание для комиксов». В ней он обсудил как он попытался пойти со Стэном Ли и оригинальным утверждением Джека Кирби о том, что Локджо был «Немым животным». Он появляется в обсуждении комиксов Marvel в перепечатанном сегменте пародии Casey At The Bat в The Penguin Book of Comics. В контексте он сопровождал Кристалл на Бейсбольную игру.

## Приём
В августе 2009 года Time причислил Локджо в «Топ 10 самых необычных персонажей».